# Manuel Hernández Sonseca Hervás
Manuel Hernández Sonseca Hervás (leggyakrabban Manu Hervás, Aranjuez, 1986. június 6. –) spanyol labdarúgó, a ZTE FC játékosa.
Manu Hervás az Atlético de Madrid B csapatában kezdte profi karrierjét. A Matracosoktól 2006 nyarán az UD Lanzarote csapatához igazolt. Az arrecifei csapatban másfél évet töltött el. A Kanári-szigetekről a spanyol fővárosba igazolt, a Getafe együtteséhez. A védekező középpályás többnyire a madridiak tartalékcsapatában kapott szerepet. 2010 januárjában légiósnak állt: az osztrák Trenkwalder Admira Wacker csapatához került. A mödlingieknél is inkább a 2. csapatban számítottak rá.
A 185 cm magas középpályás 2011 nyarán 3 éves szerződést írt alá Zalaegerszegen.